# Pampaneira
Pampaneira là một đô thị trong tỉnh Granada, Tây Ban Nha. Theo điều tra dân số 2005 census (INE), the village has a population of 355 người.
36°56′B 3°21′T / 36,933°B 3,35°T